# Naruto: Shippuden (sezonul 14)
Naruto: Shippuden – Sezonul 14: Al Patrulea Război Mondial Ninja - Atacatorii de la Distanță (2013)
Episoadele din sezonul paisprezece al seriei anime Naruto: Shippuden se bazează pe partea a doua a seriei manga Naruto de Masashi Kishimoto. Sezonul paisprezece din Naruto: Shippuden, serie de anime, este regizat de Hayato Date și produs de Studioul Pierrot și TV Tokyo și a început să fie difuzat pe data de 17 ianuarie 2013 la TV Tokyo și s-a încheiat la data de 4 iulie 2013.
Episoadele din sezonul paisprezece al seriei anime Naruto: Shippuden fac referire la cea de-a doua fază a celui de-al Patrulea Mare Război Shinobi care implică conflictul dintre Naruto Uzumaki și Alianța Ninja împotriva acelor ninja reanimați de Kabuto Yakushi.

## Lista episoadelor
| Nr. Ep. Original | Nr. Ep. Serie | Nr. Ep. Sezon | Titlu                                   | Apariție          |
| ---------------- | ------------- | ------------- | --------------------------------------- | ----------------- |
| 516              | 296           | 1             | Naruto Intră în luptă!                  | 17 ianuarie 2013  |
| 517              | 297           | 2             | Speranța unui tată, dragostea unei mame | 24 ianuarie 2013  |
| 518              | 298           | 3             | Contact! Naruto vs. Itachi              | 31 ianuarie 2013  |
| 519              | 299           | 4             | Cel recunoscut                          | 7 februarie 2013  |
| 520              | 300           | 5             | Mizukagele, scoica uriașă și mirajul    | 14 februarie 2013 |
| 521              | 301           | 6             | Paradox                                 | 21 februarie 2013 |
| 522              | 302           | 7             | Teroare: Demonul aburului               | 28 februarie 2013 |
| 523              | 303           | 8             | Fantome din trecut                      | 7 martie 2013     |
| 524              | 304           | 9             | Jutsu de transfer în lumea de apoi      | 14 martie 2013    |
| 525              | 305           | 10            | Răzbunătorii                            | 21 martie 2013    |
| 526              | 306           | 11            | Ochiul inimii                           | 28 martie 2013    |
| 527              | 307           | 12            | Dispariție în lumina lunii              | 4 aprilie 2013    |
| 528              | 308           | 13            | Noaptea semilunii                       | 11 aprilie 2013   |
| 529              | 309           | 14            | O misiune de rang A: Concursul          | 18 aprilie 2013   |
| 530              | 310           | 15            | Castelul căzut                          | 25 aprilie 2013   |
| 531              | 311           | 16            | Prologul pentru Drumul către Ninja      | 2 mai 2013        |
| 532              | 312           | 17            | Senseiul bătrân și ochiul dragonului    | 9 mai 2013        |
| 533              | 313           | 18            | Ploaie urmată de zăpadă, cu fulgere     | 16 mai 2013       |
| 534              | 314           | 19            | Dușul trist cu raze de soare            | 23 mai 2013       |
| 535              | 315           | 20            | Zăpada ce se topește                    | 30 mai 2013       |
| 536              | 316           | 21            | Forțele aliate aduse din nou la viață   | 6 iunie 2013      |
| 537              | 317           | 22            | Shino vs. Torune!                       | 13 iunie 2013     |
| 538              | 318           | 23            | Un gol în înimă: Celălalt jinchuriki    | 20 iunie 2013     |
| 539              | 319           | 24            | Sufletul care trăiește într-o păpușă    | 27 iunie 2013     |
| 540              | 320           | 25            | Fugi, Omoi!                             | 4 iulie 2013      |